# John Thompson (Politiker, 1845)

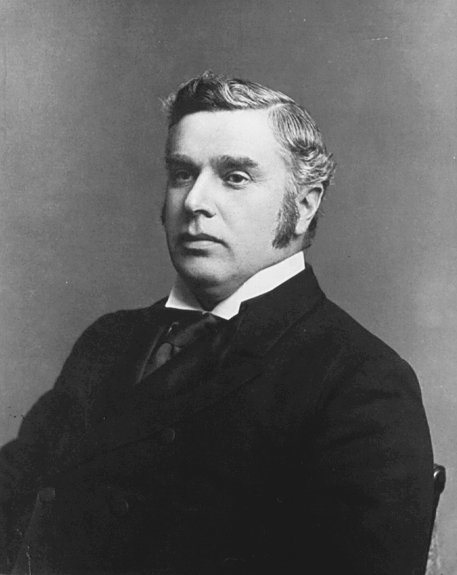
John Thompson (1891)

Sir John Sparrow David Thompson, KCMG, PC, QC, (* 10. November 1845 in Halifax, Nova Scotia; † 12. Dezember 1894 im Windsor Castle, Berkshire, England) war ein kanadischer Rechtsanwalt, Richter und Politiker. Er gehörte der Konservativen Partei an und war der vierte Premierminister Kanadas. Thompson regierte vom 5. Dezember 1892 bis zu seinem Todestag und war der erste Katholik in diesem Amt. Im Jahr 1882 war er Premierminister der Provinz Nova Scotia gewesen.

## Biografie
Das jüngste von sieben Kindern von John Sparrow Thompson und Charlotte Pottinger absolvierte die Royal Acadian School und die Free Church Academy in Halifax. Nach der Ausbildung arbeitete er ab 1865 als Rechtsanwalt. Von 1868 bis 1873 war er auch als Gerichts- und Parlamentsreporter tätig. 1870 heiratete er Annie Affleck; das Paar hatte neun Kinder, von denen vier im Säuglingsalter verstarben. Thompson, ursprünglich ein Methodist, trat 1871 zur römisch-katholischen Konfession seiner Ehefrau über.
1871 wurde Thompson in den Stadtrat von Halifax gewählt, dem er bis 1877 angehörte. Im selben Jahr kandidierte er als Mitglied der Progressive Conservative Association of Nova Scotia bei einer Nachwahl im Wahlkreis Antigonish für einen Sitz im Abgeordnetenhaus von Nova Scotia und gewann, obwohl er dort nahezu unbekannt war. Premierminister Simon Hugh Holmes ernannte ihn im September 1878 zum Attorney General, dem obersten Rechtsberater der Provinzregierung. Nachdem der unbeliebte und autoritär auftretende Holmes im Mai 1882 zum Rücktritt gezwungen worden war, übernahm Thompson das Amt des Provinz-Premierministers. Dieses übte er lediglich bis Juli 1882 aus, da die Konservative Partei bei den Wahlen eine Niederlage erlitt.
Der kanadische Premierminister John Macdonald berief ihn anschließend ans oberste Gericht von Nova Scotia. 1883 war Thompson bei der Gründung der Rechtsfakultät der Dalhousie University beteiligt; nebenbei war er als Dozent tätig und erarbeitete 1884 im Auftrag der liberalen Provinzregierung eine neue Prozessordnung, die bis in die 1950er Jahre praktisch unverändert blieb. Macdonald ernannte ihn im September 1885 zum kanadischen Justizminister und einen Monat später gewann Thompson bei einer Nachwahl den Unterhaussitz in Antigonish. Als Justizminister war er für die Ausarbeitung des ersten kanadischen Strafgesetzbuches verantwortlich.
Nach Macdonalds Tod im Juni 1891 beauftragte ihn Generalgouverneur Lord Stanley mit der Bildung einer neuen Regierung. Doch Thompson lehnte ab, da er antikatholische Ressentiments befürchtete. Stattdessen wurde John Abbott neuer Premierminister. Abbott trat jedoch nach nur einem Jahr aus gesundheitlichen Gründen zurück und Thompson wurde am 5. Dezember 1892 neuer Regierungschef.
Zwei Jahre nach seinem Amtsantritt war Thompson im Dezember 1894 auf Staatsbesuch in Großbritannien. Kurz nachdem Königin Victoria ihn zum Mitglied des Privy Council ernannt hatte, erlitt er auf Schloss Windsor plötzlich einen Herzinfarkt und starb im Alter von 49 Jahren. Am 3. Januar 1895 wurde er in Halifax beigesetzt. Thompson hinterließ nur wenig Vermögen und das Parlament richtete einen Fonds ein, um die Witwe und die Kinder finanziell zu unterstützen.
Die kanadische Bundesregierung ehrte ihn am 20. Mai 1937 für sein Wirken und erklärte ihn zu einer „Person von nationaler historischer Bedeutung“.